# Alcuerna
Alcuerna fue una localidad de la provincia de Segovia, perteneciente a la Comunidad de Villa y Tierra de Cuéllar, actual comunidad autónoma de Castilla y León, España. Su término municipal se halla integrado en la actualidad en el municipio de Fresneda de Cuéllar.
Se hallaba emplazado en el Sexmo de La Mata, y estaba situado dentro del actual término de Fresneda de Cuéllar, junto a la carretera que lleva a Fuente el Olmo de Íscar. Solo aparece citado en el año 1247, tributando a la Diócesis de Segovia como parte de la comunidad de villa y tierra.
De su caserío únicamente se conserva la antigua iglesia, sobre un montículo, y que en la actualidad recibe culto como ermita de Nuestra Señora del Rosario, en cuyos alrededores se localizó un temprano enterramiento, parte de la necrópolis de esta población.